# Ruellia leptosepala
Ruellia leptosepala är en akantusväxtart som beskrevs av Raymond Benoist. Ruellia leptosepala ingår i släktet Ruellia och familjen akantusväxter. Inga underarter finns listade i Catalogue of Life.